# Favolaschia dumontii
Favolaschia dumontii är en svampart som beskrevs av Singer 1974. Favolaschia dumontii ingår i släktet Favolaschia och familjen Mycenaceae.   Inga underarter finns listade i Catalogue of Life.